# Saint-Élie-de-Caxton
Saint-Élie-de-Caxton es un municipio canadiense situado en la provincia de Quebec.

## Superficie
Saint-Élie-de-Caxton tiene una superficie de 116,84 km².

## Demografía
En 2021, tenía 1934 habitantes, una densidad poblacional de 16,6 hab./km², y 1248 viviendas.